# جويل كاسترو بيريرا
جويل كاسترو بيريرا ((بالبرتغالية: Joel Castro Pereira‏) ولد في 28 يونيو 1996) هو لاعب كرة قدم يلعب مع مانشستر يونايتد كحارس مرمى.

## وصلات خارجية
- جويل كاسترو بيريرا على موقع الاتحاد الأوربي (الإنجليزية)
- جويل كاسترو بيريرا على موقع قاعدة بيانات كرة القدم.إي يو (الإنجليزية)
- جويل كاسترو بيريرا على موقع Soccerbase.com (لاعب) (الإنجليزية)
- جويل كاسترو بيريرا على موقع Soccerway.com (الإنجليزية)
- جويل كاسترو بيريرا على موقع عالم كرة القدم.نت (الإنجليزية)
- جويل كاسترو بيريرا على موقع أوليمبيديا (الإنجليزية)
- جويل كاسترو بيريرا على موقع AS.com (الإسبانية)